# Avanashi
Avanashi (o Avanash) è una suddivisione dell'India, classificata come town panchayat, di 22.274 abitanti, situata nel distretto di Tirupur, nello stato federato del Tamil Nadu. In base al numero di abitanti la città rientra nella classe III (da 20.000 a 49.999 persone).

## Geografia fisica
La città è situata a 11° 13' 04 N e 77° 15' 59 E.

## Società

### Evoluzione demografica
Al censimento del 2001 la popolazione di Avanashi assommava a 22.274 persone, delle quali 11.255 maschi e 11.019 femmine. I bambini di età inferiore o uguale ai sei anni assommavano a 2.216, dei quali 1.123 maschi e 1.093 femmine. Infine, coloro che erano in grado di saper almeno leggere e scrivere erano 16.068, dei quali 8.925 maschi e 7.143 femmine.